# Stock Car Brasil
Le Stock Car Brasil, également connu sous le nom de Stock Car V8, est un championnat de course automobile avec des voitures de tourisme se déroulant au Brésil. Il est considéré comme le principal championnat de sports automobile sud-américain.

## Historique

### Années 1970
La série a été créée en 1979 comme alternative à l'ancien championnat de Division 1 qui rivalisait avec Chevrolet Opala et Ford Maverick. La domination de Chevrolet sur les modèles de Ford provoquait un manque d'intérêt du public et de sponsors. General Motors a alors créé une nouvelle catégorie, au nom rappelant le célèbre NASCAR avec des performances et des composants standardisés pour tous les concurrents. La première course a eu lieu le 22 avril 1979 à l'Autódromo Internacional de Tarumã avec 19 voitures en compétition, toutes étant des Chevrolet Opalas 6 cylindres. La pole position a été détenue par José Carlos Palhares et la course a été remportée par Affonso Giaffone.

### Années 1980
Cette décennie voit apparaître plusieurs rivalités entre pilotes. En 1982, deux courses ont eu lieu pour la première fois sur le circuit d'Estoril, au Portugal.
Le premier changement majeur dans la norme Stock Car a eu lieu en 1987. Avec le soutien de General Motors, un carénage conçu et construit par le carrossier Caio a été adopté, qui a été adapté au châssis de l'Opala. La voiture présentait une aérodynamique et des performances améliorées. Les équipements de sécurité deviennent plus sophistiqués.

### Années 1990
En 1990, General Motors renouvelle son intérêt pour la catégorie et construit un prototype destiné à remplacer le modèle Caio/Hidroplas.
En 1991, de nouvelles règles ont été établies et les courses se disputaient en doubles manches le week-end, avec deux pilotes par voiture, mais la série a continué à perdre du terrain auprès du public, des sponsors et des chaînes de télévision au profit d'autres championnats impliquant de nombreux constructeurs, tels que Campeonato Brasileiro de Marcas e Pilotos qui comprenait la participation de Chevrolet, Fiat, Ford et Volkswagen, ainsi que le toujours populaire   Championnats de course de formule.
En 1994, le championnat revint aux anciennes règles et Chevrolet annonça que la Chevrolet Omega serait introduite comme nouveau modèle standard. Dans le cadre d'une stratégie marketing et afin de réduire les coûts, les billets étaient gratuits et les courses se déroulaient désormais en doubles manches sponsorisées par la Formule Chevrolet brésilienne dans un événement appelé « Chevrolet Challenger ». Cette décennie marque une époque dominante pour Ingo Hoffmann avec huit titres, dont trois en partenariat avec Ângelo Giombell. Ses seuls défis sérieux sont venus de Paulo Gomes en 1995 et de Chico Serra en 1999.

### Années 2000
À partir de 2000, General Motors a quitté la direction de la série et Vicar Promoções Desportivas, propriété de l'ancien pilote automobile Carlos Col, a repris l'organisation. Cela a marqué le début d'une période de modernisation et d'amélioration de la sécurité alors que la catégorie a commencé à utiliser un châssis tubulaire désigné JL G-09. L'ingénieur du projet était Edgardo Fernández, qui a fait quelque chose de similaire pour le championnat argentin Top Race V6, inspirée à la fois par NASCAR et par le DTM. Le châssis a été construit par l'écurie JL Racing de Zeca Giaffone.
En 2003, la catégorie a remplacé le moteur Chevrolet 6 cylindres utilisé avec des modifications depuis 1979 par un V8 Chevrolet importé des États-Unis par JL Racing, similaire aux moteurs utilisés par la NASCAR Busch Series. Bien qu'elle ne gère plus la série, General Motors y a quand même participé avec la Vectra.
En 2005, Mitsubishi est entré dans la série avec la Mitsubishi Lancer, marquant la première fois dans l'histoire de la série dans laquelle Chevrolet n'était pas le seul constructeur à participer. Le 30 octobre de la même année a eu lieu la première course organisée en Argentine à l'Autódromo Juan y Oscar Gálvez, aux côtés des voitures du championnat TC 2000. La participation était de 70 000 personnes. Giuliano Losacco (en) a été le vainqueur, devant Mateus Greipel deuxième et Luciano Burti troisième.
En 2006, Volkswagen est entré dans la série avec la Bora et le championnat a adopté un système de points similaire à celui utilisé en NASCAR, ainsi qu'un nouveau système avec 16 équipes et 32 pilotes. A la fin de la saison, les 10 meilleurs pilotes étaient automatiquement qualifiés pour disputer les 4 courses finales, appelées « Super Finale », semblable au Chase for the Sprint Cup (en).
La saison 2007 a marqué le plus grand nombre de constructeurs en compétition dans la catégorie, avec l'entrée de Peugeot et de la 307. La saison a eu la présence de Chevrolet, Mitsubishi, Peugeot et Volkswagen. Volkswagen a annoncé son retrait de la catégorie en 2008, et Mitsubishi, double champion, a fait de même un an plus tard, en 2009. En 2008, le championnat est passé des pneus Pirelli à Goodyear.

### Années 2010
En 2010, la catégorie a commencé à utiliser de l'éthanol comme carburant et des moteurs à injection électronique.
En 2011, Peugeot réintègre le championnat annoncé avec le modèle berline 408, remplaçant la 307. En 2012, Chevrolet a présenté le   Chevrolet Sonic comme modèle concurrent, remplaçant la Vectra. 2012 a également été la dernière saison au cours de laquelle Goodyear a fourni des pneus, Pirelli étant revenu en tant que seul fournisseur de pneus du championnat à partir de 2013. La catégorie a annoncé des changements dans le championnat pour la saison 2012, avec l'abandon du système de la « Super Finale ». Le système de notation a également été modifié, les vingt meilleurs pilotes de chaque course recevant des points.
Pour la saison 2016, General Motors a annoncé la Chevrolet Cruze en remplacement de la Sonic. En 2017, Peugeot a annoncé son retrait du championnat, laissant Chevrolet comme seul constructeur automobile à participer à la série, ce qui en fait un championnat monotype, avec tous les pilotes utilisant des modèles Cruze.

### Années 2020
En 2020, Toyota Gazoo Racing s'est engagé aux côtés de Chevrolet, alignant une version réglementaire de leur Toyota Corolla, qui a fait peau neuve en 2021. La saison a également vu le retour à un Châssis monocoque, remplaçant le châssis tubulaire utilisé depuis 2000. Le 12 décembre 2022, Vicar et Pirelli ont annoncé qu'ils ne renouvelleraient pas leur contrat et qu'à partir de 2023, les Stock Car, Stock Series et le Championnat du Brésil de Formule 4 sera fourni exclusivement par Hankook.
En 2025, la série passera à une formule basée sur les Crossover SUV. Une décision basée sur les ventes de véhicules de tourisme au Brésil, les Chevrolet Tracker et Toyota Corolla Cross remplaceront les voitures existantes tandis que Mitsubishi reviendra dans la catégorie avec l'Eclipse Cross.

## Courses de soutien
Créée en 1992, la Formule Chevrolet brésilienne était la principale catégorie support de la Série. Elle a utilisé le même châssis que la Formule Opel jusqu'en 1994, puis est passée à un châssis Techspeed jusqu'en 2002, année où la catégorie a été retirée.
Le deuxième niveau Stock Car Light a été créé en 1993 et reformulé en 2008 pour devenir le Copa Vicar. Après une fusion avec Pick-up Racing Brasil, la Copa Chevrolet Montana a été créée et standardisée autour du modèle Chevrolet Montana. Pick-up Racing Brasil était une catégorie créée en 2001 mais n'est devenue partie intégrante du programme Stock Car Brasil que jusqu'en 2006.
Le troisième échelon Stock Car Jr. a été créé en 2006. Il était destiné aux jeunes pilotes amateurs issus des courses de Kart. En 2010, la catégorie a été remplacée par le Mini Challenge Brasil. Après trois saisons, la série a été annulée.

## Représentation des fabricants
| Chevrolet/ Opel | Opala | Opala | Opala | Opala | Opala | Opala | Opala | Opala | Caio/Hidroplas | Caio/Hidroplas | Caio/Hidroplas | Opala Prototype | Opala Prototype | Opala Prototype | Opala Prototype | Omega | Omega | Omega | Omega | Omega | Omega | Vectra | Vectra | Vectra | Vectra | Astra | Astra            | Astra            | Astra            | Astra            | Vectra           | Vectra | Vectra | Sonic | Sonic | Sonic | Sonic | Cruze | Cruze | Cruze | Cruze | Cruze   | Cruze   | Cruze   | Cruze   | Cruze   | Tracker       |  |  |  |  |
| Mitsubishi      |       |       |       |       |       |       |       |       |                |                |                |                 |                 |                 |                 |       |       |       |       |       |       |        |        |        |        |       | Lancer Evolution | Lancer Evolution | Lancer Evolution | Lancer Evolution | Lancer Evolution |        |        |       |       |       |       |       |       |       |       |         |         |         |         |         | Eclipse Cross |  |  |  |  |
| Peugeot         |       |       |       |       |       |       |       |       |                |                |                |                 |                 |                 |                 |       |       |       |       |       |       |        |        |        |        |       |                  |                  | 307              | 307              | 307              | 307    | 408    | 408   | 408   | 408   | 408   | 408   |       |       |       |         |         |         |         |         |               |  |  |  |  |
| Volkswagen      |       |       |       |       |       |       |       |       |                |                |                |                 |                 |                 |                 |       |       |       |       |       |       |        |        |        |        |       |                  | Bora             | Bora             | Bora             |                  |        |        |       |       |       |       |       |       |       |       |         |         |         |         |         |               |  |  |  |  |
| Toyota          |       |       |       |       |       |       |       |       |                |                |                |                 |                 |                 |                 |       |       |       |       |       |       |        |        |        |        |       |                  |                  |                  |                  |                  |        |        |       |       |       |       |       |       |       |       | Corolla | Corolla | Corolla | Corolla | Corolla | Corolla Cross |  |  |  |  |

## Records de vitesse
| Année | Pilote            | Voiture                  | Lieu                  | Vitesse            |
| ----- | ----------------- | ------------------------ | --------------------- | ------------------ |
| 1991  | Fábio Sotto Mayor | Chevrolet Opala          | Rodovia Rio-Santos    | 303 km/h / 188 mph |
| 2010  | Cacá Bueno        | Chevrolet Vectra JL G-09 | Bonneville Salt Flats | 345 km/h / 214 mph |

## Pilote

### Pilotes deFormule 1
Actuellement dans le championnat
- Antônio Pizzonia (2007–)
- Ricardo Zonta (2007–)
- Rubens Barrichello (2012–)
- Nelson Piquet Jr. (2014–2015, 2018–)
- Lucas di Grassi (2014–2015, 2018–)

Anciennement dans le championnat
- Ingo Hoffmann (1979–2008)
- Raul Boesel (1979, 2003–2005)
- Chico Serra (1980s – 2007 / 2009 / 2014)
- Tarso Marques (2005–2011)
- Roberto Moreno (2005)
- Jacques Villeneuve (2011 / 2015)
- Alex Ribeiro (1980s)
- Wilson Fittipaldi (1980s – early 1990s)
- Christian Fittipaldi (2005–2007 / 2010)
- Luciano Burti (2005–2018)
- Enrique Bernoldi (2007 / 2009 / 2014–2015)
- Esteban Tuero (2005)
- Luiz Bueno (1982)
- Bruno Senna (2013–2014)
- Ricardo Rosset (2014–2015)
- Roberto Merhi (2014)
- Jaime Alguersuari (2015)
- Vitantonio Liuzzi (2015)
- Jérôme d'Ambrosio (2018)
- Felipe Massa (2018)

## Résultats
| Saison | Pilote                              | Voiture           | Écurie                      |
| ------ | ----------------------------------- | ----------------- | --------------------------- |
| 1979   | Paulo Gomes (en)                    | Chevrolet Opala   | Coca-Cola Polwax            |
| 1980   | Ingo Hoffmann                       | Chevrolet Opala   | Johnson                     |
| 1981   | Affonso Giaffone Filho              | Chevrolet Opala   | Giaffone Motorsport         |
| 1982   | Alencar Jr. (pt)                    | Chevrolet Opala   | Jobi                        |
| 1983   | Paulo Gomes (en)                    | Chevrolet Opala   | Coca-Cola Polwax            |
| 1984   | Paulo Gomes (en)                    | Chevrolet Opala   | Metalpó                     |
| 1985   | Ingo Hoffmann                       | Chevrolet Opala   | Irmãos Giustino             |
| 1986   | Marcos Gracia                       | Chevrolet Opala   | Havoline-Texaco             |
| 1987   | Zeca Giaffone (pt)                  | Chevrolet Opala   | Refricentro/Blindex/Losacco |
| 1988   | Fábio Sotto Mayor (pt)              | Chevrolet Opala   | HG Rodão                    |
| 1989   | Ingo Hoffmann                       | Chevrolet Opala   | Teba/Cofap                  |
| 1990   | Ingo Hoffmann                       | Chevrolet Opala   | Teba/Arteb                  |
| 1991   | Ingo Hoffmann Ângelo Giombelli (pt) | Chevrolet Opala   | Teba/Arteb                  |
| 1992   | Ingo Hoffmann Ângelo Giombelli (pt) | Chevrolet Opala   | Castrol / Giombelli         |
| 1993   | Ingo Hoffmann Ângelo Giombelli (pt) | Chevrolet Opala   | Castrol / Giombelli         |
| 1994   | Ingo Hoffmann                       | Chevrolet Omega   | Castrol                     |
| 1995   | Paulo Gomes (en)                    | Chevrolet Omega   | Freio Vargas/JF             |
| 1996   | Ingo Hoffmann                       | Chevrolet Omega   | Castrol / Action Power (pt) |
| 1997   | Ingo Hoffmann                       | Chevrolet Omega   | Castrol / Action Power (pt) |
| 1998   | Ingo Hoffmann                       | Chevrolet Omega   | Castrol / Action Power (pt) |
| 1999   | Chico Serra                         | Chevrolet Omega   | Havoline-Texaco (en)        |
| 2000   | Chico Serra                         | Chevrolet Vectra  | Havoline-Texaco (en)        |
| 2001   | Chico Serra                         | Chevrolet Vectra  | Havoline-Texaco (en)        |
| 2002   | Ingo Hoffmann                       | Chevrolet Vectra  | Filipaper/JF                |
| 2003   | David Muffato (en)                  | Chevrolet Vectra  | Repsol-Boettger             |
| 2004   | Giuliano Losacco (en)               | Chevrolet Astra   | ItuPetro RC (en)            |
| 2005   | Giuliano Losacco (en)               | Chevrolet Astra   | Medley-A.Mattheis (en)      |
| 2006   | Cacá Bueno                          | Mitsubishi Lancer | Eurofarma RC (en)           |
| 2007   | Cacá Bueno                          | Mitsubishi Lancer | Eurofarma RC (en)           |
| 2008   | Ricardo Maurício (en)               | Peugeot 307       | Medley-WA Mattheis (en)     |
| 2009   | Cacá Bueno                          | Peugeot 307       | Red Bull Racing (en)        |
| 2010   | Max Wilson                          | Chevrolet Vectra  | Eurofarma RC (en)           |
| 2011   | Cacá Bueno                          | Peugeot 408       | Red Bull Racing (en)        |
| 2012   | Cacá Bueno                          | Chevrolet Sonic   | Red Bull Racing (en)        |
| 2013   | Ricardo Maurício (en)               | Chevrolet Sonic   | Eurofarma RC (en)           |
| 2014   | Rubens Barrichello                  | Chevrolet Sonic   | Full Time Sports (en)       |
| 2015   | Marcos Gomes                        | Peugeot 408       | Voxx Racing (en)            |
| 2016   | Felipe Fraga                        | Peugeot 408       | Cimed Racing (en)           |
| 2017   | Daniel Serra                        | Chevrolet Cruze   | Eurofarma RC (en)           |
| 2018   | Daniel Serra                        | Chevrolet Cruze   | Eurofarma RC (en)           |
| 2019   | Daniel Serra                        | Chevrolet Cruze   | Eurofarma RC (en)           |

## Jeux Vidéo
Le premier jeu vidéo officiel était Game Stock Car en 2011, suivi d'un titre Stock Car Extreme lancé en 2013. Tous deux ont été développés par Reiza Studios. En 2014, La Peugeot 408 et une version sans licence de la Chevrolet Sonic appelée "ADC Presteza" étaient présentes dans la classe des voitures de tourisme de catégorie A de Grid Autosport. Automobilista, sorti en 2016 et développé par Reiza Studios utilisant le moteur graphique de RFactor, a présenté les grilles et circuits complets des voitures 2015 et 2017. Automobilista 2, sorti en 2020 grâce au Project CARS, ajoutant les voitures et circuits 2019 et 2020. Le simulateur de course iRacing inclut les voitures Stock Car Pro Series dans le jeu depuis 2022.